# 上海市行政管理学校
上海市行政管理学校又稱上海市珠峰中学，是位於中華人民共和國上海市嘉定區江橋鎮的一所中等专业学校，直屬於上海市教育委员会。該學校也是上海市唯一一所招收西藏学生的完全民族中学。

## 歷史
1981年，上海市立信会计专科学校江桥分校成立，1985年底改称上海市行政管理学校，同時學校開設招收西藏班。2012年，上海市行政管理学校加挂「上海市珠峰中学」校牌。

## 外部連結
- 官方网站